# Nexenta OS
Nexenta OS (також знана як Nexenta Core Platform) — комп'ютерна операційна система на основі OpenSolaris і Ubuntu, яка працює на x86 та x86-64 систем. Nexenta Core Platform є першою операційною системою, яка об'єднує ядро OpenSolaris і GNU інструменти для користувача. Він націлений на об'єднання технологій, таких як ZFS і зони Linux / Debian спільноти. Nexenta Systems.inc ініціювала проєкт і спонсорує його подальший розвиток.
Проєкт згорнуто у 2013 році.